# Монохарди (подокруг)
Монохарди или Манохарди (бенг. মনোহরদি, англ. Monohardi) — подокруг в центральной части Бангладеш в составе округа Нарсингди. Образован в 1904 году. Административный центр — город Монохарди. Площадь подокруга — 195,57 км². По данным переписи 1991 года численность населения подокруга составляла 230 028 человек. Плотность населения равнялась 1176 чел. на 1 км². Уровень грамотности населения составлял 24,2 %. Религиозный состав: мусульмане — 94,80 %, индуисты — 5 %, христиане — 0,01 %, прочие — 0,19 %.